# Легислатура Западной Виргинии
Легислату́ра За́падной Вирги́нии (англ. West Virginia Legislature) — двухпалатный законодательный орган штата Западная Виргиния, состоящий из Сената и Палаты делегатов. В легислатуру входят 134 выборных представителя от избирательных округов штата — 100 в Палату делегатов и 34 — в Сенат. Палата делегатов заседает под председательством спикера палаты (после выборов 2015 года — Тим Арстед), а Сенат возглавляет Президент (после выборов 2015 года — Билл Коул). Легислатура была создана согласно параграфу VI Конституции Западной Виргинии после отделения штата от Виргинии в 1863 году во время Гражданской войны. Легислатура заседает в капитолии штата Западная Виргиния в Чарлстоне

## Организация
Легислатура Западной Виргинии состоит из 2 палат — Сената и Палаты делегатов. На 2015 год в легислатуре 100 делегатов и 34 сенатора. Сенаторы выбираются на 4 года, а делегаты — на 2 года, причём Сенат разделён на 2 группы, и выборы в одну из них проходят каждые 2 года.
Для выборов в Сенат штат подразделялся на 17 районов, каждый из которых выбирает 2 сенаторов, причём, если район охватывает более 1 округа, то сенаторы должны быть из разных округов. Районы должны быть примерно одинаковыми по населению (таким образом после очередной переписи населения границы районов могут измениться). Для выборов в Палату делегатов каждый округ с населением менее, чем 60 % от населения, которое должен представлять делегат, должен быть присоединён к другому округу или округам, чтобы сформировать делегирующий округ. На 2015 год таких округов 67. Сессии легислатуры начинаются во вторую среду января каждого года, исключая каждый четвёртый год, в который сессии начинаются на месяц позже, чтобы новый губернатор имел возможность подготовить бюджет штата.
Главы Сената и Палаты делегатов на 2023 год:
| Сенат             |  |              |
| Президент Сената  |  | Крейг Блэр   |
| Лидер большинства |  | Том Тейкубо  |
| Лидер меньшинства |  | Майкл Уилфел |

| Палата делегатов        |  |                 |
| Спикер палаты делегатов |  | Роджер Хэншоу   |
| Лидер большинства       |  | Эрик Хаусхолдер |
| Лидер меньшинства       |  | Даг Скэфф       |

 Демократическая партия
 Республиканская партия

## История
Легислатура Западной Виргинии создавалась согласно параграфу VI конституции штата Западная Виргиния, который утверждал предоставление законодательной власти легислатуре, разделённой на 2 палаты: Сенат и Палату делегатов. Первоначально в Легислатуре было всего 65 членов — 18 сенаторов и 47 делегатов. Общее количество выросло до 89 в 1872 году, когда количество сенаторов увеличилось до 24 и делегатов — до 65 человек. Последнее изменение числа делегатов произошло в 1952 году, числа сенаторов — в 1964 году. Первой женщиной в составе Легислатуры стала демократ Анна Гейтс, она стала представителем округа Канова в Палате делегатов в 1920 году.

### Партийное большинство
Две основные партии в Западной Виргинии сменяли друг друга в течение существования легислатуры. Первый период контроля республиканцев над политикой штата (1863—1871 годов) был обусловлен ограничениями для голосов людей, участвовавших в войне на стороне конфедератов. После снятия ограничений в 1871 году начался демократический период в политике штата, который продолжился до 1896 года. Следующий период большинства республиканцев продлился до 1932 года — Великой депрессии и нового курса Рузвельта. Четвёртый и наиболее долгий период начался в 1933 году. Во время 70-й легислатуры (1990—1992 годы) в Сенате штата был только один республиканец. В начале XXI века республиканцы опять начинают активно конкурировать с демократической партией. На 2015 год губернатором штата Западная Виргиния является Эрл Рэй Томблин (демократ), в Сенате 16 демократов и 18 республиканцев, в Палате делегатов 36 демократов и 64 республиканца.

### Капитолий
После основания штата в 1863 году легислатура временно заседала в Вашингтон-Холле в Уилинге, который позже стал известен как «Место рождения Западной Виргинии». Первым официальным капитолием стало здание института Линсли, построенное в 1858 году, в котором легислатура собиралась 7 лет, пока в 1870 году не было решено перенести место заседания в Чарлстон. Первый Чарлстонский капитолий оставался местом собраний до 1875 года, когда легислатура вернулась в Уилинг. В 1885 году после выборов на уровне штата Чарлстон был выбран столицей и законодательный орган переехал обратно. В 1921 году во время пожара второй Чарлстонский капитолий сгорел и в том же году для легислатуры штата было построено временное здание — «картонный Капитолий». Новое здание Капитолия было торжественно открыто 20 июня 1932 года, а в 1974 году Капитолийский комплекс был внесён в Национальный реестр исторических мест США.